# Afaceri infernale
Afaceri infernale (în engleză Infernal Affairs, traducerea titlului original Calea de neoprit) este un film thriller de acțiune din Hong Kong din 2002 regizat de Andrew Lau⁠(d) și Alan Mak⁠(d). Scris împreună de Mak și Felix Chong⁠(d), are în rolurile principale pe actorii Andy Lau⁠(d), Tony Leung⁠(d), Anthony Wong, Eric Tsang⁠(d), Sammi Cheng⁠(d) și Kelly Chen⁠(d). Filmul urmărește un ofițer sub acoperire al forțelor de poliție din Hong Kong care se infiltrează într-o triadă și un alt ofițer care este în secret spion al aceleiași triade. Este primul din seria Infernal Affairs și este urmat de Afaceri infernale II și Afaceri infernale III.
Filmul a fost selectat în calitate de candidat din partea Hong Kong pentru cel mai bun film în limba străină la cea de-a 76-a ediție a Premiilor Academiei, dar nu a fost nominalizat. Miramax Films a achiziționat drepturile de distribuție din Statele Unite și i-a oferit o lansare limitată în cinematografele americane în 2004. Tot în 2004 a fost difuzat și în cinematografele din România. Martin Scorsese a refăcut filmul în 2006 ca The Departed, care a câștigat Premiul Oscar pentru cel mai bun film, precum și Premiul Oscar pentru cel mai bun regizor, primul și singurul Oscar al lui Scorsese din cariera sa, dar și premiul pentru cel mai bun scenariu adaptat. În 2017, a fost planificat și un remake indian al filmului.
Un remaster 4K al trilogiei Infernal Affairs a fost lansat pe 12 decembrie 2022, pentru a sărbători cea de-a 20-a aniversare a primului film Infernal Affairs.

## Rezumat
Hon Sam, un șef al Triadei din Hong Kong, îl trimite pe Lau Kin-ming, un tânăr gangster, la academia de poliție pentru a-i servi ca spion în forța de poliție din Hong Kong. Aproximativ în aceeași perioadă, Chan Wing-Yan, un tânăr cadet de poliție, pare că este exclus din academia de poliție. În realitate, Chan a devenit în secret un polițist sub acoperire, raportând doar superintendentului Wong Chi-shing, care îl trimite să se infiltreze în triada lui Hon. Pe parcursul a zece ani, Chan se confruntă cu un mare stres din cauza muncii sale sub acoperire, în timp ce Lau urcă rapid în rândurile forțelor de poliție, devenind în cele din urmă un inspector superior. Wong și echipa sa întrerup o înțelegere între Hon și un dealer thailandez de cocaină după ce au primit un pont de la Chan. Cu toate acestea, Lau îl alertează pe Hon, dându-i suficient timp pentru a-i determina pe acoliții săi să scape de dovezi.
După acest incident, atât Wong, cât și Hon își dau seama că au un spion în cadrul propriilor organizații, punându-i într-o cursă contra cronometru pentru a afla cine este spionul. Chan aproape află identitatea lui Lau când încearcă să-l urmeze pe Lau după ce l-a văzut vorbind cu Hon într-un cinema; Lau reușește să scape înainte ca Chan să-i poată vedea fața. În acest moment, atât Chan, cât și Lau se luptă cu identitatea lor dublă – Chan începe să-și piardă încrederea în sine ca polițist după ce a fost gangster timp de zece ani; Lau se obișnuiește mai mult cu viața de polițist și vrea să pună capăt asocierii sale cu triada. La următoarea lor întâlnire pe un acoperiș, Wong vrea să-l retragă pe Chan din munca de sub acoperire de teama siguranței lui.
Cu toate acestea, Hon, care știe despre întâlnirea dintre inspector și ofițerul sub acoperire de la Lau, îl trimite pe „Nebunul” Keung și pe alți acoliți să-i confrunte. Chan evadează din clădire în timp ce Wong încearcă să distragă atenția gangsterilor și ajunge să fie aruncat de pe acoperiș, murind. Chiar atunci apare poliția și are loc un schimb de focuri. Keung, neștiind că Chan este spionul, îi alungă de la fața locului, dar mai târziu moare din cauza unei împușcături. Când știrile raportează că Keung era de fapt un alt polițist sub acoperire, Hon presupune că el a fost spionul și că Chan l-a ucis pentru a se proteja. Lau preia telefonul mobil al lui Wong și îl contactează pe Chan; amândoi sunt de acord să zădărnicească o afacere cu droguri a lui Hon. Planul reușește și mulți dintre oamenii lui Hon sunt arestați, în timp ce Lau îl trădează și îl ucide pe Hon.
Totul pare să fi revenit la normal – Chan își poate reveni la adevărata sa identitate de polițist, în timp ce Lau și-a șters conexiunile criminale eliminând triada. Cu toate acestea, înapoi la sediul poliției, Chan descoperă că Lau era spionul și pleacă imediat. Dându-și seama de ce s-a întâmplat, Lau șterge dosarul lui Chan din baza de date a poliției și face o copie pe computerul său personal, intenționând să folosească dovada identității lui Chan ca șantaj, astfel încât să nu-i dezvăluie identitatea reală. Chan îi trimite lui Lau un disc compact cu o înregistrare a unei conversații pe care Hon a păstrat-o între el și Lau. Discul ajunge din neatenție în mâinile iubitei lui Lau, Mary. Chan și Lau se întâlnesc pe același acoperiș unde Wong a fost ucis mai devreme. Chan îl dezarmează pe Lau și ține pistolul la capul lui Lau; Lau afirmă calm că „vrea să fie o persoană bună” acum, dar Chan respinge cererea lui Lau de a-l ajuta să-și ascundă trecutul criminal.
Inspectorul „Big B” sosește în scurt timp la fața locului și îi ordonă lui Chan să-l elibereze pe Lau. Chan îl ține ostatic pe Lau sub amenințarea armei și se întoarce într-un lift, dar este împușcat în cap de „Big B” când își mișcă capul din spatele lui Lau. „Big B” îi dezvăluie apoi lui Lau că este și el un spion plantat de Hon în forța de poliție și îl asigură pe Lau că a distrus dovezile asociațiilor criminale ale lui Lau. Când iau liftul la parter, Lau îl ucide pe „Big B”. Lee descoperă înregistrări care dovedesc identitatea lui Chan ca polițist sub acoperire, în timp ce „Big B” este identificat ca spion în forța de poliție, iar cazul este închis. Lau dă onorul lui Chan la înmormântarea sa, fiind prezenți și Cheung și Lee. Un flashback reafirmă faptul că Lau și-ar fi dorit să fi luat un alt drum în viață.

## Distribuție
- Andy Lau⁠(d) în rolul inspectorului principal Lau Kin-ming (劉健明), spionul lui Hon în forța de poliție din Hong Kong.
  - Edison Chen⁠(d) în rolul tânărului Lau Kin-ming
- Tony Leung⁠(d) ca Chan Wing-yan (陳永仁), un polițist sub acoperire din Triada lui Hon.
  - Shawn Yue⁠(d) în rolul tânărului Chan Wing-yan
- Anthony Wong ca Superintendent Wong Chi-shing (黃志誠), superiorul lui Chan.
- Eric Tsang⁠(d) ca Hon Sam (韓琛), șeful Triadei și principalul antagonist.
- Chapman To⁠(d) ca „Prostul” Keung (傻強), slujitorul lui Hon.
- Gordon Lam⁠(d) ca inspectorul B (大B; Big B), subordonatul lui Lau, care este și spion în HKPF.
- Sammi Cheng⁠(d) ca Mary, logodnica lui Lau.
- Kelly Chen⁠(d) ca Lee Sum-yee (李心兒), psihiatrul lui Chan.
- Berg Ng⁠(d) ca inspectorul principal Cheung (Domnul 張), subordonatul lui Wong.
- Wan Chi-keung⁠(d) ca ofițer Leung (Domnul 梁), superintendentul șef al departamentului de afaceri interne.
- Dion Lam⁠(d) în rolul lui Del Piero (迪路), acolitul lui Hon.
- Elva Hsiao⁠(d) în rolul lui May, fosta iubită a lui Chan.
- Hui Kam-fung în rolul ofițerului Yip (Domnul 葉), directorul școlii de cadeți al lui Chan

## Final alternativ
Un final alternativ pentru film a fost înregistrat pentru a se conforma cu articolul 25 (7) din Regulamentul Administrației de Film chineze care specifică că filmele nu pot propaga obscenitatea, jocurile de noroc, violența sau nu pot favoriza comiterea de infracțiuni. În finalul original (Hong Kong), Lau și-a ascuns adevărata identitate de spion al Triadei și s-a identificat ca un ofițer de poliție pentru a evita pedeapsa legislativă. Prin urmare, versiunea finală originală promovează activitatea criminală și nedreptatea, iar un final alternativ a fost filmat pentru a accesa piața Chinei continentale. În finalul alternativ, inspectorul Cheung a descoperit dovezi ale activității criminale a lui Lau și l-a arestat imediat pe Lau în afara liftului. Acest final alternativ a fost prezentat în China continentală și Malaezia.

## Analiză

### Criza de identitate postcolonială din Hong Kong
În Infernal Affairs, criza de identitate suferită atât de Chan cât și de Lau în calitate de cârtiță sugerează lupta schizofrenică a locuitorilor din Hong Kong, care s-au confruntat atât cu colonizarea de către britanici, cât și cu reunificarea cu China continentală. Mai exact, în cadrul politicii „O țară, două sisteme” a lui Deng Xiaoping, duplicitatea, neliniștirea și natura incertă a viitorului rezidenților din Hong Kong are un ecou strâns în evoluția caracterului lui Chan și Lau. Savantul Howard YF Choy a susținut în continuare că „această (re)întoarcere postcolonială este de fapt mai mult o recolonizare decât o decolonizare a orașului capitalist cantonez de către maestrul mandarin continental”.

### Citate dinBuddha
Infernal Affairs se deschide cu versetul 19 din clasica lucrare budistă Nirvana Sutra, afirmând că „Cel mai rău dintre cele opt iaduri se numește Iadul Continuu. Are sensul de Suferință Continuă. Astfel și numele.” Filmul se încheie și cu un alt citat din Buddha, care afirmă că „Cel care este în Iad Continuu nu moare niciodată. Longevitatea este o mare dificultate în Iadul Continuu.” În budism, Iadul Continuu este denumit și Avici⁠(d), unde nu se poate reîncarna niciodată și nici nu poate fi eliberat de vinovăție și suferință. Acest concept de suferință atemporală, fără loc și fără sfârșit se aplică în special personajului Lau de-a lungul trilogiei, care poartă la infinit povara trădării de sine (slujește ca o cârtiță), pierderea familiei și a prieteniei și neliniștea.

## Recepție

### Box office
La premiera sa din Hong Kong, Infernal Affairs a încasat 160.356 dolari americani în ziua deschiderii (16-19 ianuarie). În total, filmul a încasat 7.035.649 de dolari în timpul difuzării sale în cinematografele din Hong Kong. Filmul a fost apoi lansat în toată Asia, unde a încasat încă 169.659 USD din încasările de teatru. În 2016, cinematografele din Coreea de Sud au relansat filmul, care a încasat 128.026 USD pe parcursul a trei săptămâni. Încasările totale brute ale filmului în Coreea sunt de 977.903 USD.
În total, la nivel mondial, filmul a încasat 8.836.958 USD prin lansare atât pe piețele interne, cât și în cinematografele europene care au difuzat filmul.

### Primirea din partea criticilor de film
Pe Rotten Tomatoes, Infernal Affairs are un rating de aprobare de 94% pe baza recenziilor a 64 de critici, cu un rating mediu de 7,50/10. Consensul de pe site arată ca „Inteligent și captivant, acesta este unul dintre cele mai bune thrillere polițiste din Hong Kong”.  Pe Metacritic, filmul are un scor de 75 din 100 pe baza recenziilor a 19 critici, indicând „recenzii favorabile în general”. A fost clasat pe locul 62 al celui mai bun film din 2004, al 86-lea cel mai discutat film din 2004 și al 95-lea cel mai distribuit film din 2004. 
Criticul de film Roger Ebert a acordat filmului un rating de trei din patru stele și a descris Infernal Affairs ca oferind „o profunzime emoțională rară”. În cuvintele sale, „Filmul dă roade într-un fel de complexitate emoțională rar întâlnită în filmele polițiste. Nu pot dezvălui ce se întâmplă, dar vă voi îndemna să luați în considerare gândurile a doi bărbați care în cele din urmă se confruntă cu propriile lor identități reale – în persoana celuilalt personaj.”  Elvis Mitchell, recenzent al New York Times, a fost atât de încântat de film, încât a declarat că „ Infernal Affairs este filmat atât de frumos încât imaginile vă distrag uneori atenția de la complotul condensat al polițiștilor”. 

### Aprecieri
Infernal Affairs a jucat un rol esențial între filmele de succes ale lui Andrew Lau⁠(d) la începutul secolului al XXI-lea. Fiind cel mai apreciat film al său până în prezent, a fost clasat pe locul 30 în lista „Cele mai bune 100 filme ale cinematografiei mondiale” al revistei Empire din 2010. 
Infernal Affairs a câștigat o popularitate semnificativă în cadrul festivalelor, deoarece a fost nominalizat la șaisprezece premii în cadrul celei de-a 22-a ediții a premiilor de film din Hong Kong, câștigând șapte dintre acele categorii. De asemenea, a câștigat premiul pentru cel mai bun film la cea de-a 40-a ediție a premiilor Golden Horse, la cea de-a opta ediție a premiilor Golden Bauhinia și premiul pentru cel mai bun film străin la cea de-a 46- a ediție a premiilor Blue Ribbon.
În cele din urmă, Infernal Affairs avea să declanșeze crearea a încă două filme. Infernal Affairs II a obținut 11 nominalizări, iar Infernal Affairs III a obținut 7 nominalizări în timpul celei de-a 23-a ediții Hong Kong Film Awards, iar Infernal Affairs II a câștigat premiul pentru cel mai bun cântec de film original.  

## Premii și nominalizări
| Lista de premii                                                      | Lista de premii                       | Lista de premii                                                                                        | Lista de premii |
| Premiu/Festival de film                                              | Categorie                             | Destinatar(i)                                                                                          | Rezultat        |
| -------------------------------------------------------------------- | ------------------------------------- | --- | --------------- |
| Festivalul de Film din Orientul Îndepărtat de la Udine               | Premiul publicului                    | Andrew Lau Alan Mak                                                                                    | Câștigat        |
| Festivalul de Film Asia Pacific                                      | Cel mai bun sunet                     | Kinson Tsang                                                                                           | Câștigat        |
| Cea de-a 46-a ediție a premiilor Blue Ribbon                         | Cel mai bun film străin               | Andrew Lau Alan Mak                                                                                    | Câștigat        |
| Sindicatul Belgian al Criticilor de Cinematografie                   | marele Premiu                         | | Nominalizat     |
| Cea de-a 40-a ediție a premiilor Golden Horse                        | Cea mai buna poza                     | | Câștigat        |
| Cea de-a 40-a ediție a premiilor Golden Horse                        | Cel mai bun regizor                   | Andrew Lau Alan Mak                                                                                    | Câștigat        |
| Cea de-a 40-a ediție a premiilor Golden Horse                        | Cel mai bun actor                     | Tony Leung                                                                                             | Câștigat        |
| Cea de-a 40-a ediție a premiilor Golden Horse                        | Cel mai bun actor în rol secundar     | Anthony Wong                                                                                           | Câștigat        |
| Cea de-a 40-a ediție a premiilor Golden Horse                        | Cele mai bune efecte sonore           | Kinson Tsang King-Cheung                                                                               | Câștigat        |
| Cea de-a 40-a ediție a premiilor Golden Horse                        | Premiul pentru alegerea spectatorului | | Câștigat        |
| Cea de-a 40-a ediție a premiilor Golden Horse                        | Cel mai bun actor                     | Andy Lau                                                                                               | Nominalizat     |
| Cea de-a 40-a ediție a premiilor Golden Horse                        | Cel mai bun scenariu original         | Alan Mak Felix Chong                                                                                   | Nominalizat     |
| Cea de-a 40-a ediție a premiilor Golden Horse                        | Cel mai bun montaj de film            | Danny Pang Pang Ching-Hei                                                                              | Nominalizat     |
| Cea de-a 40-a ediție a premiilor Golden Horse                        | Cea mai bună fotografie               | Andrew Lau Lai Yiu-Fai                                                                                 | Nominalizat     |
| Cea de-a 40-a ediție a premiilor Golden Horse                        | Cea mai bună regie artistică          | Choo Sung Pong Wong Ching-Ching                                                                        | Nominalizat     |
| Cea de-a 40-a ediție a premiilor Golden Horse                        | Cea mai bună coregrafie de acțiune    | Dion Lam Dik-On                                                                                        | Nominalizat     |
| Cea de-a 40-a ediție a premiilor Golden Horse                        | Cele mai bune efecte vizuale          | Christopher Doyle                                                                                      | Nominalizat     |
| A 8-a ediție a Premiilor Bauhinia de Aur                             | Cea mai buna poză                     | | Câștigat        |
| A 8-a ediție a Premiilor Bauhinia de Aur                             | Cel mai bun regizor                   | Andrew Lau Alan Mak                                                                                    | Câștigat        |
| A 8-a ediție a Premiilor Bauhinia de Aur                             | Cel mai bun actor                     | Tony Leung                                                                                             | Câștigat        |
| A 8-a ediție a Premiilor Bauhinia de Aur                             | Cel mai bun actor                     | Andy Lau                                                                                               | Nominalizat     |
| A 8-a ediție a Premiilor Bauhinia de Aur                             | Cel mai bun actor în rol secundar     | Anthony Wong                                                                                           | Câștigat        |
| A 8-a ediție a Premiilor Bauhinia de Aur                             | Cel mai bun scenariu original         | Alan Mak Felix Chong                                                                                   | Câștigat        |
| A 9-a ediție a premiilor Societății Criticilor de Film din Hong Kong | Film de merit                         | | Câștigat        |
| A 9-a ediție a premiilor Societății Criticilor de Film din Hong Kong | Cel mai bun actor                     | Anthony Wong                                                                                           | Câștigat        |
| A 22-a ediție a premiilor de film din Hong Kong                      | Cel mai bun film                      | | Câștigat        |
| A 22-a ediție a premiilor de film din Hong Kong                      | Cel mai bun regizor                   | Andrew Lau Alan Mak                                                                                    | Câștigat        |
| A 22-a ediție a premiilor de film din Hong Kong                      | Cel mai bun scenariu                  | Alan Mak Felix Chong                                                                                   | Câștigat        |
| A 22-a ediție a premiilor de film din Hong Kong                      | Cel mai bun actor                     | Tony Leung                                                                                             | Câștigat        |
| A 22-a ediție a premiilor de film din Hong Kong                      | Cel mai bun actor                     | Andy Lau                                                                                               | Nominalizat     |
| A 22-a ediție a premiilor de film din Hong Kong                      | Cel mai bun actor în rol secundar     | Anthony Wong                                                                                           | Câștigat        |
| A 22-a ediție a premiilor de film din Hong Kong                      | Cel mai bun actor în rol secundar     | Eric Tsang                                                                                             | Nominalizat     |
| A 22-a ediție a premiilor de film din Hong Kong                      | Cel mai bun actor în rol secundar     | Chapman To                                                                                             | Nominalizat     |
| A 22-a ediție a premiilor de film din Hong Kong                      | Cea mai bună fotografie               | Andrew Lau Lai Yiu-Fai                                                                                 | Nominalizat     |
| A 22-a ediție a premiilor de film din Hong Kong                      | Cel mai bun montaj de film            | Danny Pang Pang Ching Hei                                                                              | Câștigat        |
| A 22-a ediție a premiilor de film din Hong Kong                      | Cel mai bun design de costume         | Lee Pik-Kwan                                                                                           | Nominalizat     |
| A 22-a ediție a premiilor de film din Hong Kong                      | Cea mai bună coregrafie de acțiune    | Dion Lam                                                                                               | Nominalizat     |
| A 22-a ediție a premiilor de film din Hong Kong                      | Cel mai bun film original             | Aripa Chan Kwong                                                                                       | Nominalizat     |
| A 22-a ediție a premiilor de film din Hong Kong                      | Cel mai bun cântec de film original   | Cântec: „Infernal Affairs” Compozitor: Ronald Ng Versuri: Albert Leung Cântat de: Tony Leung, Andy Lau | Câștigat        |
| A 22-a ediție a premiilor de film din Hong Kong                      | Cel mai bun design de sunet           | Kinson Tsang King-Cheung                                                                               | Nominalizat     |
| A 22-a ediție a premiilor de film din Hong Kong                      | Cele mai bune efecte vizuale          | Christopher Doyle                                                                                      | Nominalizat     |

## Muzică
Partitura originală a filmului pentru Infernal Affairs a fost scrisă și interpretată de Chan Kwong-wing.
| Nu. | Titlu                              | Artist(i)       | Lungime |
| --- | ---------------------------------- | --------------- | ------- |
| 1.  | „Intrarea în infern”               | Chan Kwong-wing | 2:06    |
| 2.  | „Dacă aș fi El”                    | Chan Kwong-wing | 1:36    |
| 3.  | "La revedere maestru"              | Chan Kwong-wing | 2:18    |
| 4.  | "Cine ești tu?"                    | Chan Kwong-wing | 2:44    |
| 5.  | "Lasă-mă să renunț"                | Chan Kwong-wing | 1:32    |
| 6.  | "Am visat la tine"                 | Chan Kwong-wing | 1:23    |
| 7.  | "Salut"                            | Chan Kwong-wing | 1:56    |
| 8.  | „Renunțarea la misiune”            | Chan Kwong-wing | 4:31    |
| 9.  | "Sunt un polițist!"                | Chan Kwong-wing | 3:26    |
| 10. | "Ești singurul"                    | Chan Kwong-wing | 1:06    |
| 11. | „Vreau să fiu un tip bun”          | Chan Kwong-wing | 3:30    |
| 12. | "La revedere maestru, la revedere" | Chan Kwong-wing | 1:56    |
| 13. | „Infernul”                         | Chan Kwong-wing | 1:51    |

Piesa tematică, Infernal Affairs (無間道), a fost compusă de Ronald Ng, versurile oferite de Albert Leung și interpretată în cantoneză și mandarină de Andy Lau și Tony Leung.
Deși nu este inclusă în coloana sonoră, cântecul lui Tsai Chin (蔡琴) „Forgotten Times” (《被遺忘的時光》) apare în acest film ca un element recurent al poveștii sale și, de asemenea, în următoarele filme din serie.

## Dezvoltarea

### Scenariul
Scriitorul Alan Mak își dorea de mult să scrie o poveste despre poliție și gangsteri. Scenariul lui Infernal Affairs a fost inspirat de Face/Off (1997) al lui John Woo, dar Mak știa că fețele nu se pot schimba în lumea reală. În schimb, el se concentrează pe schimbul de identitate și psihologia între cei doi actori principali  și se adâncește în natura umană și simțirea umană. În procesul creației a lui Mak, bunul său prieten Felix Chong⁠(d) l-a încurajat și susținut. Scenariul, scris de Mak și revizuit de Chong, a durat trei ani pentru a fi finalizat. 
Dialogul din faimoasa confruntare de pe acoperiș  a fost creat pe loc de Felix Chong și Tony Leung, Chong jucând rolul lui Andy Lau. Scenariul includea inițial un schimb de focuri tipic în actul al treilea, dar Leung a insistat să o transforme într-o scenă de dialog. 
Gordon Lam⁠(d) nu a primit scenariul complet și nu știa că personajul său era și o cârtiță în triadă până la scena finală.  

### Investiție
Scenariul pentru Infernal Affairs a aparținut inițial lui Teamwork Motion Pictures al lui Andy Lau, dar încurcată în mijlocul unui proces, compania nu a putut produce filmul.  În plus, echipa de creație nu a putut găsi investitori, deoarece alte studiouri de la acea vreme credeau că un film cu poliție sub acoperire nu era suficient de inovator pentru a face bani. În cele din urmă, Andrew Lau a făcut o ofertă fără speranță și i-a arătat scenariul lui John Chong⁠(d) la Media Asia Entertainment Group. Spre surprinderea sa, Chong și președintele companiei Peter Lam au văzut potențialul din poveste. Lam a continuat să investească 20 de milioane de dolari HK în film, cu condiția ca Andy Lau să joace protagonistul din film. 

## Adaptări
Cu faima vedetelor, alura vizuală și un scenariu captivant, Infernal Affairs /《無間道》(2002) al lui Andrew Lau și Alan Mak s-a descurcat foarte bine din punct de vedere critic și financiar, a dat naștere a două continuări și a unui serial de televiziune și a atras atenția Hollywood-ului.  În 2003, compania de producție a lui Brad Pitt, Plan B Entertainment,⁠(d) a achiziționat drepturile pentru un remake de la Hollywood, intitulat The Departed, care a fost regizat de Martin Scorsese și i-a distribuit pe Leonardo DiCaprio, Matt Damon, Jack Nicholson și Mark Wahlberg și care are loc în Boston, Massachusetts, bazat aproximativ pe viața faimosului mafiot din Boston James „Whitey” Bulger⁠(d) . The Departed a fost lansat pe 6 octombrie 2006 și a câștigat Premiul Oscar pentru cel mai bun film. Andrew Lau, co-directorul Infernal Affairs, care a fost intervievat de ziarul din Hong Kong Apple Daily, a declarat: „Desigur, cred că versiunea pe care am făcut-o eu este mai bună, dar și versiunea de la Hollywood este destul de bună. [Scorsese] a făcut ca versiunea de la Hollywood să fie mai în acord cu cultura americană”. Andy Lau,  unul dintre actorii principali din Infernal Affairs, când a fost întrebat cum se compară filmul cu originalul, a spus: „ The Departed a fost prea lung și s-a părut ca și cum Hollywood-ul ar fi combinat toate cele trei filme Infernal Affairs împreună”.  Lau a subliniat că remake-ul conținea câteva dintre „citatele de aur” ale originalului, dar a avut mult mai multe înjurături. În cele din urmă, el a evaluat The Departed 8/10 și a spus că remake-ul de la Hollywood merită vizionat, deși, potrivit purtătorului de cuvânt al lui Lau, Alice Tam, el a considerat că combinarea celor două personaje feminine într-unul singur din The Departed nu a fost la fel de bună ca povestea originală. 
Lau, Tsang și Jacky Cheung au parodiat scena cinematografică pentru a promova Hong Kong Film Awards. Lau și Tsang, în personajele lor respective, trec prin scena în care se întâlnesc pentru a aduna informații despre polițistul sub acoperire din banda lui Hon Sam. Lau Kin-ming îl întreabă pe Hon: „De ce ne întâlnim mereu într-un cinema?”, la care Hon îi răspunde: „E liniște. Nimeni nu vine la filme”. Cheung iese din umbră în spatele lor și spune: „Nu știu... destul de mulți oameni se uită la filme” și vedem o mulțime de celebrități din Hong Kong care urmăresc diverse clipuri din filme din Hong Kong pe ecran. Inițial, Tony Leung urma să apară, dar conflictele de programare au dus la redistribuirea rolului.
Parodia TVB din 2003 care sărbătorește Anul Nou Chinezesc numită Mo Ba To (吐氣羊眉賀新春之無霸道), filmul de comedie din 2004 Love Is a Many Stupid Thing de Wong Jing⁠(d) și filmul-dramă de televiziune TVB Shades of Truth din 2004 au fost rescrieri bazate pe intriga filmului original.
În Taiwan, SHODA (劉裕銘) și un elev de liceu Blanka (布蘭卡) a tăiat și rearanjat filmul original și a introdus noi piese sonore pentru a produce videoclipurile lor Infernal Affairs CD pro2 și Infernal Affairs iPod pe internet. Videoclipurile au avut multe vizionări și ambii producători au înlăturat videoclipurile după ce au primit scrisori de încetare și renunțare de la Group Power Workshop Limited (群體工作室), distribuitorul din Taiwan al filmului. 
Media Asia a lansat o ediție limitată de opt DVD-uri din trilogia Infernal Affairs într-un Ultimate Collectible Boxset (無間道終極珍藏DVD系列(8DVD套裝)) pe 20 decembrie 2004. Caracteristicile includ un joc online și două romane fictive chinezești din seria de filme de Lee Muk-Tung (李牧童), intitulate 無間道I+II小說 și 無間道III終極無間小說.
Scena magazinului hi-fi a fost recreată mai târziu cu adăugări de fragmente din film pentru a încuraja companiile să se alăture Schemei de servicii turistice de calitate din Hong Kong. 
În 2009, un remake coreean City of Damnation, care a fost regizat de Kim Dong-won, a fost lansat pe 22 ianuarie 2009.  În 2009, a fost lansat un remake telugu Homam, în care a regizat și jucat de JD Chakravarthy împreună cu Jagapathi Babu și a devenit un film notabil.   În 2012, Double Face (ダブルフェイス⁠(d)), un remake de televiziune japoneză cu Hidetoshi Nishijima în rolul principal a fost lansat de TBS și WOWOW.  Producția a fost difuzată în două părți: „Police Impersonation” pe WOWOW și „Undercover” pe TBS.
Un remake tip serial TV a debutat în 2018, produs de Media Asia și fostul producător TVB Tommy Leung. Serialul, care se intitulează Afaceri infernale ca și filmul, îi are în distribuție pe Gallen Lo, Damian Lau, Paul Chun, Lo Hoi-pang, Eric Tsang, Derek Kok, Dominic Lam, Toby Leung și Yuen Biao.  Povestea are loc ani mai târziu după evenimentele din filme, unele personaje minore reluând rolurile alături de o nouă distribuție. Serialul TV folosește același concept ca și filmul, dar cu o poveste și personaje complet noi, iar decorul s-a extins dincolo de Hong Kong pentru a include Thailanda și Shenzhen. S-a extins pe trei sezoane, fiecare sezon constând din 12 episoade. 
Remake-ul hindi va fi o dezvoltare comună între Warner Bros. India și firma din Mumbai Azure și este pregătit pentru un remake pentru un film cu două părți. 
Succesul filmului a inspirat multe genuri, inclusiv un joc video open-world de la United Front Games, intitulat Sleeping Dogs (sau True Crime: Hong Kong, înainte de a fi anulat de Activision Blizzard în 2011),  cu protagonistul poveștii infiltrăndu-se în lumea interlopă criminală ca polițist sub acoperire.

## Influență și valoare artistică

### InfluențaAfacerilor infernaleasupra cinematografiei din Hong Kong
Infernal Affairs este un punct de cotitură al esteticii filmului din Hong Kong. Înainte de Infernal Affairs, au existat puține lucrări serioase și artistice în filmele din Hong Kong, dar ele aveau, practic, următoarele caracteristici: 1. Rugozitatea relativă a producției a fost compensată de abilitatea practicienilor 2. Filmele din Hong Kong încorporează o mulțime de elemente dramatice. După lansarea Infernal Affairs, filmele din Hong Kong au început să acorde atenție intrigii și imaginii. 

### Arta titluluiInfernal Affairs
„Nebunia” se referă la Iadul Nebuniei, iar în viziunea budistă, cei care intră în Iadul Nebuniei sunt extrem de păcătoși. Cei care intră în Iadul Infinit nu au niciodată nicio speranță de scăpare și nu au alt sentiment în urma suferinței. Cei care intră în Iadul Infinit vor fi pentru totdeauna torturați în Iad ca pedeapsă pentru răutatea vieților lor anterioare. Titlul rezumă perfect intriga descrisă în Infernal Affairs. Identitățile nu ar trebui să aparțină propriilor lor oameni, deoarece trăiesc într-un iad similar mediului; lor le este frică de alții care își demască identitatea sub acoperire. Amândoi încearcă să-și folosească propriile identități (urâte de ei) pentru a-și ascunde identitatea reală. Poziția lor în tandem cu identitatea lor îi obligă să fie torturați tot timpul, ceea ce se potrivește perfect titlului influențat de credința budistă. 